# Ermida de São Diogo (São Mateus da Calheta)

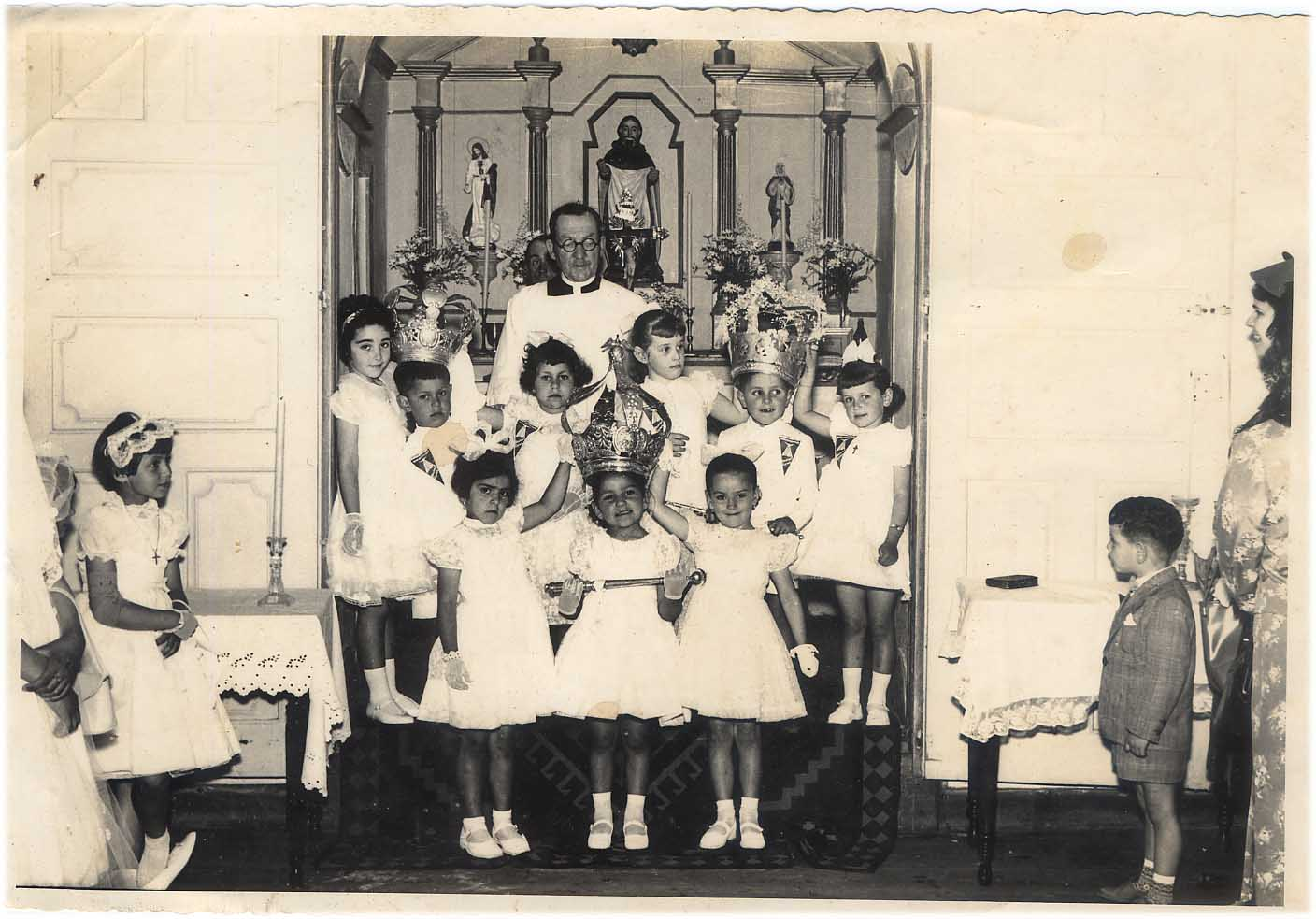
Coroação em honra do Divino Espírito Santo na Capela da Quinta de São Diogo, príncipios do Século XX

A Ermida de São Diogo é uma ermida que se localiza na freguesia de São Mateus da Calheta, concelho de Angra do Heroísmo, ilha Terceira, arquipélago dos Açores, Portugal.
A ermida de São Diogo teve a sua construção durante o Século XVIII e encontra-se inserida na Quinta de São Diogo.